# سید اکرام

سید اکرام (زاده ۱۳۴۸ ولسوالی سرخ‌رود - ولایت ننگرهار) سیاستمدار افغانستانی و نماینده مردم ولایت ننگرهار در دوره شانزدهم مجلس نمایندگان است. وی در مجلس شانزدهم نمایندگان افغانستان عضو کمیسیون مالی و بودجه می‌باشد.

## زندگی‌نامه
سید اکرام زاده ۱۳۴۸ از ولسوالی سرخ‌رود ولایت ننگرهار است. وی تحصیلات متوسطه خود را در لیسه/دبیرستان چکنوری ننگرهار در سال ۱۳۶۸ به پایان رسانید و سند لیسانس در رشته مهندسی شهری را در سال ۱۳۷۶ از دانشگاه ننگرهار بدست آورد.

## دیگر فعالیت‌ها
دیگر فعالیت‌های وی:
- آمر تدارکات بخش صحت طفل و مادر (۱۳۶۸–۱۳۷۱).
- معاون و رئیس مؤسسه رسا «مؤسسه خدمات اجتماعی و بازسازی برای افغانستان» (۱۳۷۱–۱۳۷۹).
- رئیس شرکت سید بلال سادات.
- رئیس شرکت ساختمانی SBSCC.